# Mniobryum ruwenzorense
Mniobryum ruwenzorense är en bladmossart som beskrevs av Potier de la Varde 1955. Mniobryum ruwenzorense ingår i släktet Mniobryum och familjen Bryaceae. Inga underarter finns listade i Catalogue of Life.